# Schindelfabrik

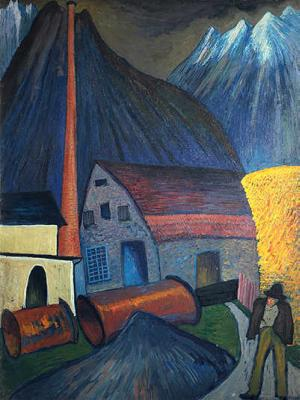
Marianne von Werefkin: Schindelfabrik

Schindelfabrik ist der Titel eines Landschaftsgemäldes mit Staffage, zu dem die russische Malerin Marianne von Werefkin in Oberau an der Loisach Skizzen anfertigte. Das daraufhin entstandene Bild wurde 1958 von dem damaligen Museumsdirektor Clemens Weiler von der Fondazione Marianne Werefkin für das Museum Wiesbaden erworben. Es trägt die Inventar-Nummer M 774.

## Technik, Maße und Titel
Die Malerei des Gemäldes ist eine „Mischtechnik auf Malpappe“. Die Farbe besteht im Wesentlichen aus Tempera. Die Maße des Hochformats betragen 105 × 80 cm. Zu dem Gemälde existieren zwei Bleistiftzeichnungen und eine Gouache. Letztere ist beschriftet Schindelfabrik 1910. An welchem Ort die Skizzen entstanden, ist nicht verzeichnet.

## Bildbeschreibung
„Bei der Schindelfabrik handelt es sich um ein Motiv, vor dem Werefkin und Alexej Jawlensky gemeinsam arbeiteten. Die Baronin behandelte es als Gemälde nur einmal. Für Jawlensky dagegen wurde es zu einem Sujet, das er in der Folgezeit immer wieder aufgriff und neu formulierte.“ Werefkin machte daraus ein Landschaftsbild, das sie ikonologisch bedeutungsvoll in das der Landschaft wesensfremde Hochformat brachte. Das Bild ist voller Gegensätzlichkeiten. Die Berge mit hellen Gipfeln erwecken Sehnsucht oder Fernweh und ziehen den Betrachter an. Der dunkle Berg links wirkt wie eine schwere Last, die die beiden Bauten unter ihm zu erdrücken droht. Er wird durchbohrt von der aufwärts zum Himmel fahrenden Vertikale eines rotorangenen Schornsteins. Dieser scheint mit einem schwarzen Deckel verschlossen zu sein. Kein Rauch entsteigt dem Schlot, der auf Leben in den Fabrikgebäuden hindeuten könnte.
Alle Öffnungen der Häuser sind verschlossen oder verschanzt. Selbst die großen Röhren im Vordergrund, die ihre Funktion darin haben, dass sie einen Durchlass gewähren, liegen quer. Sie halten den Blick des Betrachters ins Bild der Werefkin auf. „Wo auch immer das Auge versucht, in die Bildtiefe einzudringen, wird er gebremst.“ So könnte ein Weg den Betrachter in das rechte Gebäude hineinführen. Doch ein Arbeiter kommt ihm entgegen, um sich ihm zugleich durch Haltung und Geste zu verschließen. Schwer zu deuten ist, dass Werefkin den Arbeiter dem Bildbetrachter die Zunge entgegenstrecken lässt. Hinter ihm ist der hochrechteckige Einlass zu dem Fabrikgebäude verbarrikadiert. Zwar glüht ein mächtiger Haufen von rotgelben Schindeln rechts im Bild und verspricht, an van Goghs Maltechnik erinnernd, Vitalität. „Das Gelb des fensterlosen Baus links erscheint dagegen kalt und leblos.“

## Oberstdorf oder Oberau?
Lange Jahre vermutete man, die Schindelfabrik stelle eine Situation in Oberstdorf dar, wo sich Werefkin und Jawlensky mit der Familie Kardowsky trafen. Abgesehen davon, dass die beiden Künstlerpaare Oberstdorf erst 1912 besuchten, hat man übersehen, dass Jawlensky ebenfalls sehr ähnlich im Motiv wie Werefkins Schindelfabrik 1910 zweimal eine Fabrik mit hochaufragendem roten Schornstein malte. Die eine ist betitelt Oberau Fabrik, sowohl im Werkverzeichnis von Weiler, als auch in dem späteren des Jawlensky-Archivs. Bei ihr handelt es sich „um die 1889 gegründete Fabrik des Oberauer Andreas Kienzerle“, der im Ersten Weltkrieg gefallen ist. – „Die Berge im Hintergrund gehören zu den Ammergauer Bergen. […] Die ‚Fabrik‘, wie sie in Oberau nur hieß, wurde inzwischen nach mehreren Bränden im Jahre 1999 weitgehend abgerissen.“
Als sich Werefkin mit Jawlensky und Sohn Andreas, Wassily Kandinsky und Gabriele Münter „von Mitte August bis zum 30. September“ 1908 in Murnau aufhielten, führten sie Ausflüge mit der Kutsche zu Dörfern in der Umgebung oder per Bahn unter anderem nach Oberau. Damals schon war Wassily Kandinsky von der Fabrik des Kienzerle fasziniert. Auf seinem Gemälde Herbststudie bei Oberau von 1908 zeigt er in Fernsicht den langen, roten Schornstein der Fabrik im linken Drittel des Bildes. Eine lange, blaue Rauchfahne verlässt den Schlot und zeigt an, dass die Industrieanlage in Betrieb war, als Kandinsky Oberau besuchte.